# Evergestis hordealis
Evergestis hordealis là một loài bướm đêm trong họ Crambidae.